# Vela nos Jogos Olímpicos de Verão de 1996 - 470 feminino
As provas femininas da classe 470 da vela nos Jogos Olímpicos de Verão de 1996 ocorreram entre 24 de julho e 1 de agosto daquele ano na costa de Savannah em Geórgia, nos Estados Unidos. O programa compunha onze regatas. Para esta classe, houve 44 velejadoras de 22 nações inscritas.

## Medalhistas
A dupla espanhola Theresa Zabell e Begoña Vía Dufresne finalizou a competição em primeiro lugar, conquistando a medalha de ouro. A prata firmou-se com as japonesas Yumiko Shige e Alicia Kinoshita. Por fim, a medalha de bronze ficou com Ruslana Taran e Olena Pakholchik, da Ucrânia.
|  | ESP Espanha                        |  | JPN Japão                     |  | UKR Ucrânia                    |
|  | Theresa Zabell Begoña Vía Dufresne |  | Yumiko Shige Alicia Kinoshita |  | Ruslana Taran Olena Pakholchik |

## Resultados
Estes foram os resultados da competição:
| Rank              | Velejadoras                              | Regata I | Regata I | Regata II | Regata II | Regata II | Regata II | Regata IV | Regata IV | Regata V | Regata V | Regata VI | Regata VI | Regata VII | Regata VII | Regata VIII | Regata VIII | Regata IX | Regata IX | Regata X | Regata X | Regata XI | Regata XI | Total de pontos | Total -1 |
| Rank              | Velejadoras                              | Pos.     | Pts.     | Pos.      | Pts.      | Pos.      | Pts.      | Pos.      | Pts.      | Pos.     | Pts.     | Pos.      | Pts.      | Pos.       | Pts.       | Pos.        | Pts.        | Pos.      | Pts.      | Pos.     | Pts.     | Pos.      | Pts.      | Total de pontos | Total -1 |
| ----------------- | ---------------------------------------- | -------- | -------- | --------- | --------- | --------- | --------- | --------- | --------- | -------- | -------- | --------- | --------- | ---------- | ---------- | ----------- | ----------- | --------- | --------- | -------- | -------- | --------- | --------- | --------------- | -------- |
| Medalha de ouro   | ESP Theresa Zabell e Begoña Vía Dufresne | 4        | 4.0      | 2         | 2.0       | 11        | 11.0      | 8         | 8.0       | 2        | 2.0      | 1         | 1.0       | 3          | 3.0        | 10          | 10.0        | 3         | 3.0       | 1        | 1.0      | 1         | 1.0       | 46.0            | 25.0     |
| Medalha de prata  | JPN Yumiko Shige e Alicia Kinoshita      | 3        | 3.0      | 7         | 7.0       | 13        | 13.0      | 6         | 6.0       | 1        | 1.0      | 3         | 3.0       | 2          | 2.0        | 11          | 11.0        | 1         | 1.0       | 6        | 6.0      | 7         | 7.0       | 60.0            | 36.0     |
| Medalha de bronze | UKR Ruslana Taran e Olena Pakholchik     | 1        | 1.0      | 5         | 5.0       | 4         | 4.0       | 9         | 9.0       | 12       | 12.0     | 8         | 8.0       | 18         | 18.0       | 1           | 1.0         | 4         | 4.0       | 4        | 4.0      | 2         | 2.0       | 68.0            | 38.0     |
| 4                 | USA Kris Stookey e Louise Van Voorhis    | 2        | 2.0      | 8         | 8.0       | 2         | 2.0       | 1         | 1.0       | 4        | 4.0      | 12        | 12.0      | 14         | 14.0       | 2           | 2.0         | 14        | 14.0      | 5        | 5.0      | 11        | 11.0      | 75.0            | 47.0     |
| 5                 | GER Susanne Bauckholt e Katrin Adlkofer  | 16       | 16.0     | 6         | 6.0       | 5         | 5.0       | 5         | 5.0       | 3        | 3.0      | 4         | 4.0       | 6          | 6.0        | 7           | 7.0         | 11        | 11.0      | 2        | 2.0      | 12        | 12.0      | 77.0            | 49.0     |
| 6                 | DEN Susanne Ward e Michaëla Ward-Meehan  | 6        | 6.0      | 3         | 3.0       | 15        | 15.0      | 2         | 2.0       | 14       | 14.0     | 2         | 2.0       | 4          | 4.0        | 12          | 12.0        | 18        | 18.0      | 7        | 7.0      | 6         | 6.0       | 89.0            | 56.0     |
| 7                 | ITA Federica Salvà e Emanuela Sossi      | 11       | 11.0     | 4         | 4.0       | 9         | 9.0       | 15        | 15.0      | 15       | 15.0     | 13        | 13.0      | 9          | 9.0        | 9           | 9.0         | 2         | 2.0       | 3        | 3.0      | 4         | 4.0       | 94.0            | 64.0     |
| 8                 | AUS Jeni Lidgett e Addy Bucek            | 7        | 7.0      | 9         | 9.0       | 7         | 7.0       | 4         | 4.0       | 19       | 19.0     | 16        | 16.0      | 15         | 15.0       | 3           | 3.0         | 5         | 5.0       | 9        | 9.0      | 5         | 5.0       | 99.0            | 64.0     |
| 9                 | CAN Penny Davis e Leigh Andrew-Pearson   | PMS      | 23.0     | 1         | 1.0       | 3         | 3.0       | 20        | 20.0      | 6        | 6.0      | 10        | 10.0      | 5          | 5.0        | 8           | 8.0         | 19        | 19.0      | 8        | 8.0      | 16        | 16.0      | 119.0           | 76.0     |
| 10                | NOR Ida Andersen e Linda Andersen        | 12       | 12.0     | 11        | 11.0      | 8         | 8.0       | 16        | 16.0      | 5        | 5.0      | 9         | 9.0       | 12         | 12.0       | 6           | 6.0         | 9         | 9.0       | 14       | 14.0     | 9         | 9.0       | 111.0           | 81.0     |
| 11                | GBR Bethan Raggatt e Susan Carr          | 5        | 5.0      | 12        | 12.0      | 10        | 10.0      | 3         | 3.0       | 9        | 9.0      | 15        | 15.0      | 11         | 11.0       | 18          | 18.0        | 12        | 12.0      | 12       | 12.0     | 15        | 15.0      | 122.0           | 89.0     |
| 12                | ISR Shany Kedmy e Anat Fabrikant         | 8        | 8.0      | 15        | 15.0      | DSQ       | 23.0      | 7         | 7.0       | 10       | 10.0     | 14        | 14.0      | DSQ        | 23.0       | 13          | 13.0        | 10        | 10.0      | 13       | 13.0     | 3         | 3.0       | 139.0           | 93.0     |
| 13                | IRL Denise Lyttle e Louise Cole          | 10       | 10.0     | 10        | 10.0      | 14        | 14.0      | 13        | 13.0      | 11       | 11.0     | 17        | 17.0      | 8          | 8.0        | 5           | 5.0         | 8         | 8.0       | 16       | 16.0     | 19        | 19.0      | 131.0           | 95.0     |
| 14                | SWE Lena Carlsson e Boel Bengtsson       | 18       | 18.0     | 17        | 17.0      | 12        | 12.0      | 11        | 11.0      | 16       | 16.0     | 7         | 7.0       | 1          | 1.0        | 19          | 19.0        | 6         | 6.0       | 20       | 20.0     | 8         | 8.0       | 135.0           | 96.0     |
| 15                | FRA Florence Le Brun e Annabel Chaulvin  | 13       | 13.0     | 13        | 13.0      | PMS       | 23.0      | 12        | 12.0      | 7        | 7.0      | 5         | 5.0       | 19         | 19.0       | 14          | 14.0        | 13        | 13.0      | 11       | 11.0     | 10        | 10.0      | 140.0           | 98.0     |
| 16                | NZL Leslie Egnot e Jan Shearer           | 14       | 14.0     | 18        | 18.0      | 1         | 1.0       | 17        | 17.0      | 8        | 8.0      | 11        | 11.0      | 7          | 7.0        | 4           | 4.0         | 21        | 21.0      | PMS      | 23.0     | PMS       | 23.0      | 147.0           | 101.0    |
| 17                | GRE Aikaterini Kaloudi e Emilia Tsoulfa  | 9        | 9.0      | 20        | 20.0      | 6         | 6.0       | 19        | 19.0      | 18       | 18.0     | 6         | 6.0       | 16         | 16.0       | 17          | 17.0        | 17        | 17.0      | 18       | 18.0     | 13        | 13.0      | 159.0           | 120.0    |
| 18                | HUN Katalin Bácsics e Enikő Németh       | 17       | 17.0     | 19        | 19.0      | PMS       | 23.0      | 10        | 10.0      | 17       | 17.0     | 18        | 18.0      | 10         | 10.0       | 16          | 16.0        | 16        | 16.0      | 10       | 10.0     | 14        | 14.0      | 170.0           | 128.0    |
| 19                | SLO Janja Orel e Alenka Orel             | 20       | 20.0     | 21        | 21.0      | 17        | 17.0      | 14        | 14.0      | 20       | 20.0     | 19        | 19.0      | 13         | 13.0       | 21          | 21.0        | 7         | 7.0       | 15       | 15.0     | 18        | 18.0      | 185.0           | 143.0    |
| 20                | HKG Cheung Mei Han e Tung Chun Mei       | 19       | 19.0     | 22        | 22.0      | PMS       | 23.0      | 18        | 18.0      | 13       | 13.0     | 21        | 21.0      | 20         | 20.0       | 22          | 22.0        | 15        | 15.0      | 19       | 19.0     | 17        | 17.0      | 209.0           | 164.0    |
| 21                | CHN Liu Haimei e Ji Fengqin              | 15       | 15.0     | 14        | 14.0      | PMS       | 23.0      | 21        | 21.0      | 21       | 21.0     | 22        | 22.0      | 21         | 21.0       | 15          | 15.0        | 20        | 20.0      | PMS      | 23.0     | 20        | 20.5      | 215.5           | 169.5    |
| 22                | ARG Paula Reinoso e Sofía Usandizaga     | PMS      | 23.0     | 16        | 16.0      | 16        | 16.0      | 22        | 22.0      | 22       | 22.0     | 20        | 20.0      | 17         | 17.0       | 20          | 20.0        | 22        | 22.0      | 17       | 17.0     | 20        | 20.5      | 215.5           | 170.5    |

### Classificação diária

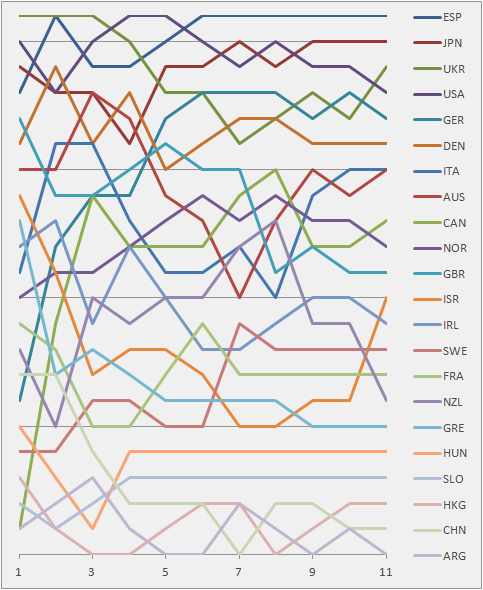
Gráfico mostrando a classificação diária na classe.